# آلفا-توکوفرول

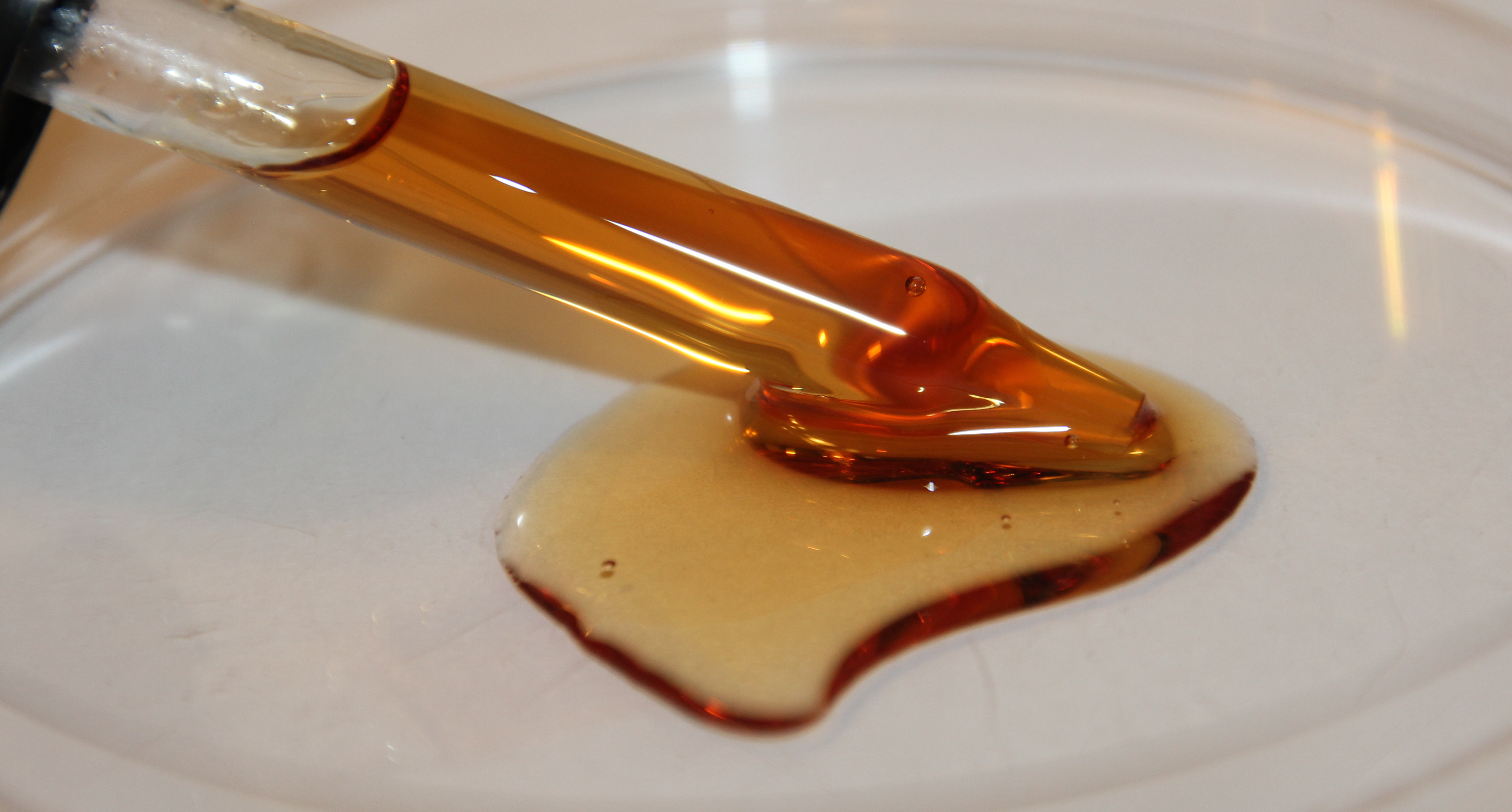
آلفا-توکوفرول

آلفا-توکوفرول (به انگلیسی: Alpha-Tocopherol) با فرمول شیمیایی C۲۹H۵۰O۲ یک ترکیب شیمیایی با شناسه پاب‌کم ۱۴۹۸۵ است. جرم مولی آن ۴۳۰٫۷۱ g/mol می‌باشد. آلفا-توکوفرول نوعی از ویتامین E است.